# IBM PC DOS

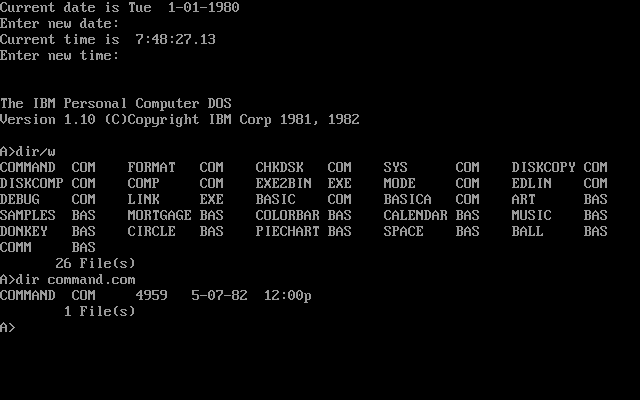
PC DOS 1.1Uma típica linha de comando em PC DOS.

O PC-DOS é um antigo sistema operacional da IBM. Sua primeira versão, o PC-DOS 1.00, foi lançada em agosto de 1981, para o IBM PC (antecessor do IBM PC-XT e IBM PC-AT).
Desde então, foram lançadas as seguintes versões:
- 1.10 (Maio de 1982)
- 2.00 (Março de 1983)
- 2.10 (Novembro de 1983)
- 3.00 (Agosto de 1984)
- 3.10 (Abril de 1985)
- 3.20 (Março de 1986)
- 3.30 (Abril de 1987)
- 4.00 (Julho de 1988)
- 5.00 (Junho de 1991)
- 5.02 (Agosto de 1992)
- 6.10 (Junho de 1993)
- 6.30 (Abril de 1994)
- 7.00 (Abril de 1995)
- 2000 (Maio de 1998)

Não foram lançadas versões posteriores à 7.0, haja vista a obsolência de um sistema de 16 bits (padrão DOS), num mundo com processadores de 32 bits.
Não só a evolução do hardware, mas também a do software foi determinante para a não continuidade do PC-DOS:
O Microsoft Windows, até a versão 3.11, rodava em 16 bits sobre a plataforma DOS. Poderia ser o MS-DOS, o PC-DOS, ou outro DOS. Com o Windows 95, em 32 bits, que não necessita de um DOS separado para executar, e que, aliás, só é executado sob seu próprio DOS (o MS-DOS 7.0), o que foi seguido por todas as versões posteriores do Windows, a fabricação dos sistemas DOS torna-se obsoleta.
Assim, morrem não só o PC-DOS, mas também os demais sistemas DOS, como o DR-DOS, por exemplo, da Digital Research.